# St. Adalbert (Vlčice)

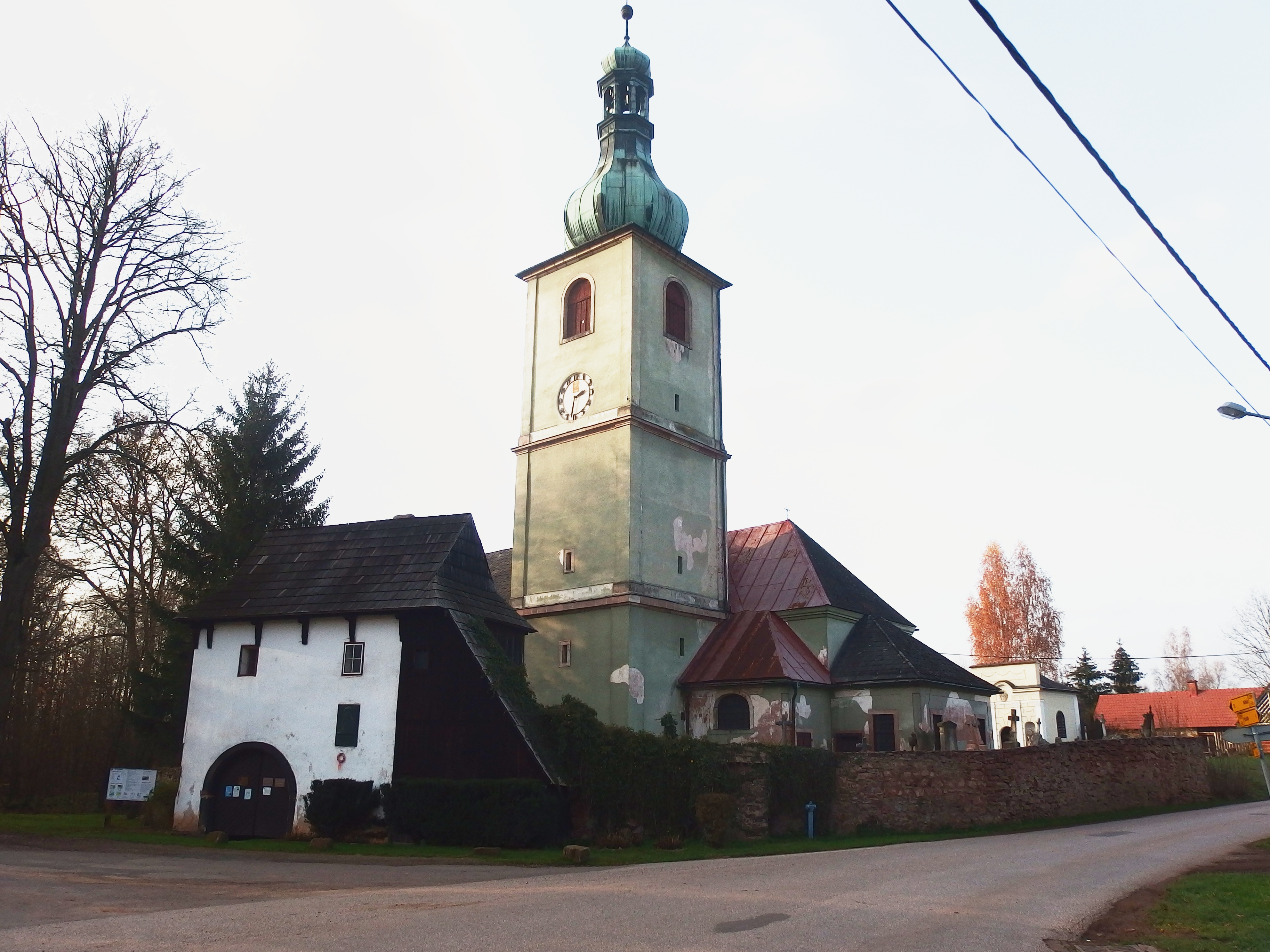
St. Adalbert Vlčice

St. Adalbert ist eine römisch-katholisch Pfarrkirche in Vlčice (deutsch Wildschütz) im Okres Trutnov in Tschechien. Sie gehört zum Bistum Königgrätz.

## Geschichte
Der Ort, um 1250 entstanden, hatte seit jener Zeit eine Pfarrkirche. Geistliche sind von 1355 bis 1418 belegt. Mit der Reformation wurde die Kirche protestantisch, nach der Gegenreformation 1624 wieder katholisch. Die jetzige Steinkirche bestand wohl schon 1651 in der heutigen Gestalt. 

## Bauwerk
Die Kirche ist ein einschiffiger Bau mit rechteckigem Chor. Zwischen Chor und Langhaus steht nach Süden der angebaute massive, dreigeschossige Turm mit schmaler, hoher Zwiebel und Laterne. Außer dem jetzigen Haupteingang an der Südseite gab es ein heute vermauertes frühgotisches Portal mit gotischem Torgewände und Rundstab. Dieses Portal stammt aus dem 13. Jahrhundert und deutete auf den ersten Steinbau hin. Die Kirche ist gewölbt und dürfte im 16. Jahrhundert Emporen besessen haben. Der Chor hat an der Süd- und Ostseite zwei Anbauten. In der Kirchhofsmauer öfnnet sich vor dem Haupteingang zur Kirche ein zweistöckiges Torhaus mit großen Rundbogenportal. In die Mauer eingelassen ist eine Erinnerungstafel  an Jan Amos Komensky.

## Ausstattung
Der neuromanische Hochaltar mit der Statue des böhmischen Landesheiligen Adalbert, die übrige Einrichtung stammt aus neuerer Zeit. Im Norden ist die Grabkapelle der Silber angebaut mit dem Epitaph für Hans Silber von Silberstein, gestorben am 21. März 1553, und des Kindes Bernhard, gestorben 1554. Daneben befindet sich eine fast unleserliche Inschrift einer Frau Magdalena, gestorben am 29. September 1614. Unter der Kirchenausstattung sind auch ein Kelch aus der Zeit der Rekatholisierung und die Dreifaltigkeitsglocke vom Jahre 1661 erwähnenswert.

## Friedhof
Die Friedhofsmauer weist zwei weiße Grabplatten mit Relieffiguren auf, Christoph Silber, gestorben am 30. August 1579, und Maria Magdalena von Waldstein, Gemahlin des Karl Silber, gestorben am 29. Mai 1593. Im Friedhof befindet sich noch eine Gruftkapelle der Freiherren von Silberstein (Theer).